# Helius mirus
Helius mirus är en tvåvingeart som beskrevs av Edwards 1926. Helius mirus ingår i släktet Helius och familjen småharkrankar. Inga underarter finns listade i Catalogue of Life.